# McDonnell Douglas F-15 STOL/MTD

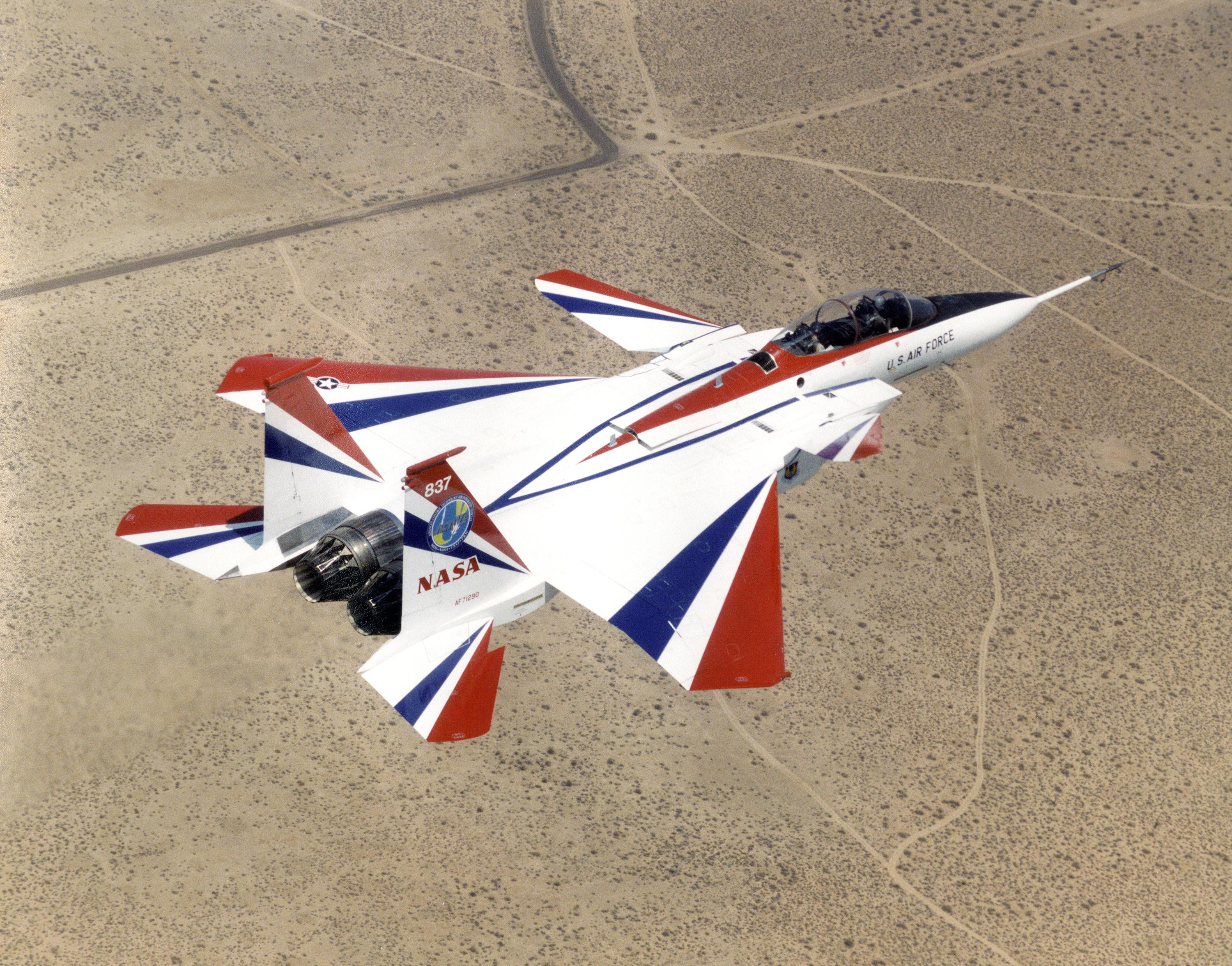
LF-15 ACTIVE sorvola il deserto del Mojave nel corso del programma HISTEC; 1º agosto 1997.

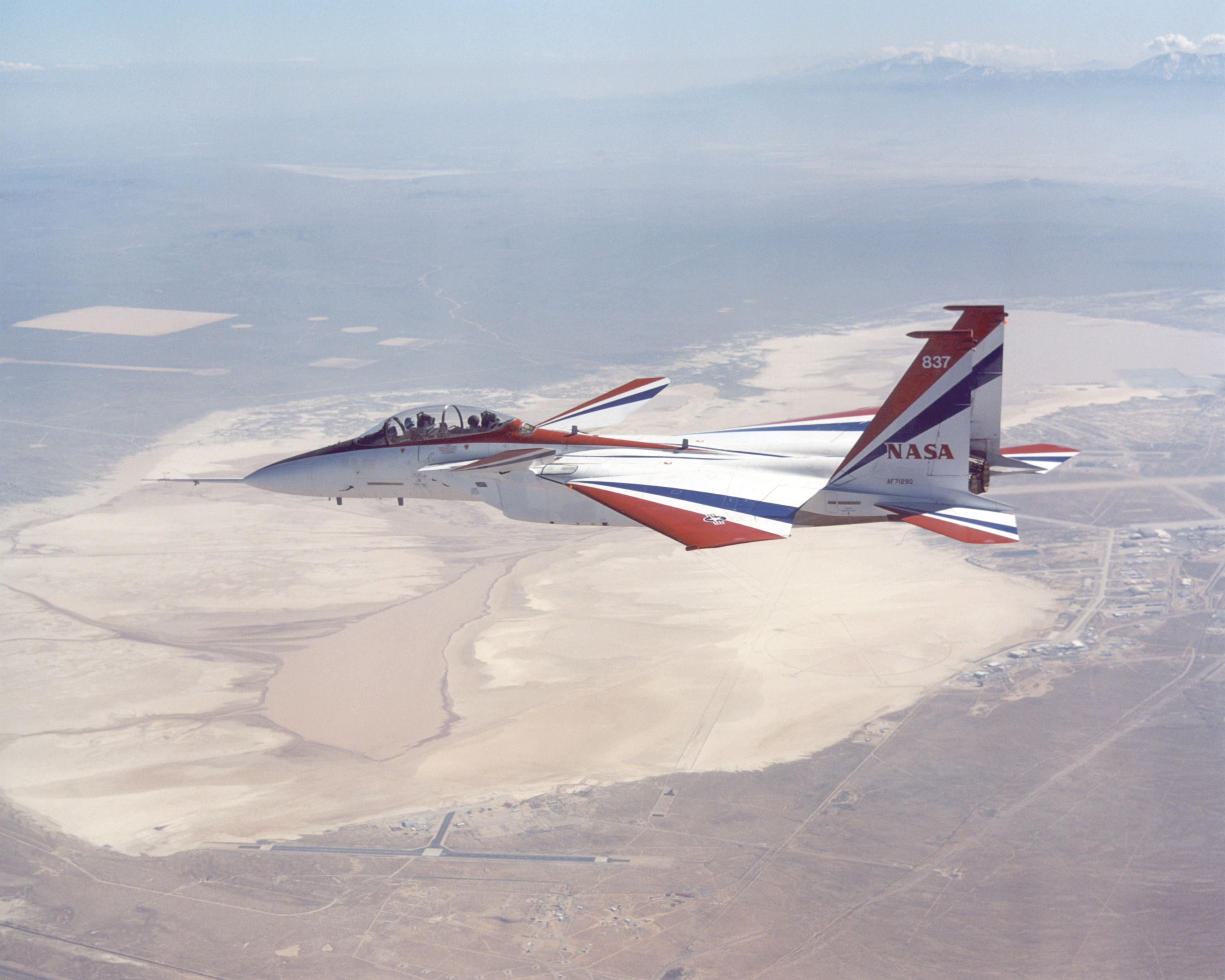
LF-15 IFCS sorvola la Edwards AFB; 3 marzo 2003.

Il McDonnell Douglas F-15 STOL/MTD (Short Take Off and Landing/Maneuver Technology Demonstrator) è un aereo sperimentale di proprietà dell'USAF, e successivamente dato in prestito alla NASA, sviluppato sul finire degli anni ottanta a partire dall'F-15 Eagle.
Designato inizialmente come TF-15A #1 (matricola: S/N 71-0290), venne impiegato come banco prova volante nello studio della spinta vettoriale e di soluzioni aerodinamiche atte a migliorare la manovrabilità in volo.
L'esemplare destinato ad essere impiegato nel programma MTD fu il primo Eagle biposto mai prodotto, il sesto a lasciare la linea di produzione della McDonnell Douglas e, al momento del suo ritiro, il più anziano in condizioni di volo.
Nel corso della sua carriera, fu impiegato anche nello sviluppo dell'avionica destinata ad equipaggiare i futuri F-15E Strike Eagle.

## Storia

### Sviluppo
Nel 1975, il Langley Research Center cominciò a condurre una serie di esperimenti inerenti alla realizzazione di ugelli capaci di assicurare una spinta vettoriale su doppio asse. I risultati ottenuti, sia dagli enti governativi che da aziende private, dallo studio di questi ugelli non asimmetrici incominciati negli anni settanta, avevano portato alla realizzazione di numerosi prototipi il cui funzionamento diede impressioni più che soddisfacenti.
Nel 1977, venne quindi intrapreso uno studio più accurato il cui scopo era quello di tentare l'introduzione di tale tecnologia sull'F-15 Eagle avvalendosi anche della collaborazione con la McDonnell Douglas, allora azienda costruttrice del velivolo.
Sette anni più tardi, nel corso del 1984, il Flight Dynamics Laboratory e l'Air Force Aeronautical Systems Division firmarono un contratto con la McDonnell Douglas per lo sviluppo congiunto del velivolo F-15 STOL/MTD.
Durante gli anni novanta la cellula dello STOL/MTD venne ulteriormente modificata, considerando il suo impiego anche nell'ambito di un altro programma di sviluppo denominato ACTIVE (Advanced Control Technology for Integrated VEhicles) nel corso del quale vennero testati avanzati sistemi di controllo intuitivi ed i P/YBBN (Pitch/Yaw Balance Beam Nozzles). In questa stessa configurazione venne utilizzato anche per il programma LANCETS (Lift And Nozzle Change Effects on Tail Shock) il cui obbiettivo era quello di elaborare i dati raccolti negli attimi immediatamente successivi all'abbattimento del muro del suono e di appurare quali fossero gli effetti strutturali che l'onda d'urto avrebbe provocato nella parte posteriore della fusoliera del velivolo.
Lo stesso aereo venne impiegato successivamente anche nel programma F-15 ACTIVE (Advanced Control Technology for Integrated VEhicles) condotto dal 1993 al 1999, ed ancora nell'Intelligent Flight Control System, assumendo così il nominativo di F-15 IFCS.
Inoltre, i progetti nei quali venne richiesta la sua partecipazione furono:
- SBRDC/ECANS (Exploration Communications and Navigation Systems)
- HISTEC (HIgh STability Engine Control)
- H-SRA (High-Speed Research Acoustics)

Grazie all'aiuto dato dalla spinta vettoriale l'F-15MTD è uno dei pochi velivoli in grado di effettuare la manovra del cobra di Pugachev.

I voli terminarono nel dicembre del 2008.

### Tecnica
Le modifiche strutturali apportate alla cellula originale dell'F-15 Eagle riguardarono principalmente l'installazione delle alette canard, montati in corrispondenza delle prese d'aria, ricavati dai piani di coda orizzontali dell'F/A-18 Hornet ed aventi la caratteristica di aumentare la manovrabilità in cabrata o, in caso caso d'elevati angoli d'attacco, di rallentare il velivolo.
A livello propulsivo, vennero introdotti gli ugelli a spinta direzionale grazie ai quali lo STOL/MTD era in grado, ruotandoli, di dirigere il flusso dei gas di scarico con un'inclinazione pari a 20° in ogni direzione, incrementando così sensibilmente la manovrabilità dell'aeromobile.

### Impiego operativo
L'F-15 STOL/MTD, a partire dal 1991, compì numerose sortite testando varie soluzioni meccaniche ed aerodinamiche, nel tentativo di rendere possibile l'atterraggio ed il decollo in condizioni di sicurezza da piste semipreparate, danneggiate o scarsamente praticabili a causa di condizioni meteorologiche avverse (Air Base Operability).
Dopo che la McDonnell Douglas considerò completato con successo il programma di sviluppo STOL/MTD, il velivolo continuò a stupire per le proprie doti di volo, andandosi ad aggiudicare alcuni rimarcabili risultati prestazionali:
- Capacità di decollo, assistito vettorialmente, alla velocità minima di 67 km/h.;
- Riduzione, pari al 25%, della corsa di decollo necessaria rispetto all'Eagle di serie;
- Riduzione della corsa d'atterraggio (completata in soli 502 m contro i 2 300 m necessari ai velivoli in serie);
- Azionamento degli inversori di spinta in volo;
- Possibilità di controllo del volo anche ad AoA pari ad 85°.

La NASA, dopo aver acquistato il velivolo nel 1993, lo rimotorizzò con dei Pratt & Whitney F100-229 dotati di ugelli vettorizzabili del tipo pitch & yaw, ossia mobili rispetto agli assi d'imbardata e beccheggio.

## Versioni
Nonostante la cellula impiegata nel corso degli anni sia sempre stata la stessa, l'F-15 STOL/MTD ha più volte subito aggiornamenti e modifiche, sia avioniche che strutturali, per poter essere impiegato nei numerosi programmi di ricerca cui prese parte.
Nel corso della sua carriera, l'aeromobile ha acquisito le seguenti denominazioni:
F-15 STOL/MTD
Denominazione in uso dal 1988 al 1991 nel corso della sperimentazione sulla spinta vettoriale.
NASA NF-15B Research Aircraft
Denominazione in uso dal 1991 al 1992.
F-15 ACTIVE
Denominazione in uso dal 1993 al 1999 nel corso del programma ACTIVE (Advanced Control Technology for Integrated VEhicles).
F-15 IFCS
Denominazione in uso dal 1999 al 2008 nel corso del programma di sviluppo IFCS (Intelligent Flight Control System).

## Utilizzatori

### Militari
Stati Uniti
- United States Air Force
- National Aeronautics and Space Administration

## Cultura di massa
- In ambito videoludico, lo STOL/MTD compare tra i velivoli del videogioco Tom Clancy's H.A.W.X.[6]. Inoltre, è disponibile tra gli aerei usati nella serie di Ace Combat[7] e in Deadly Skies III[8].